# Val Veny
Koordinaten: 45° 48′ N, 6° 55′ O

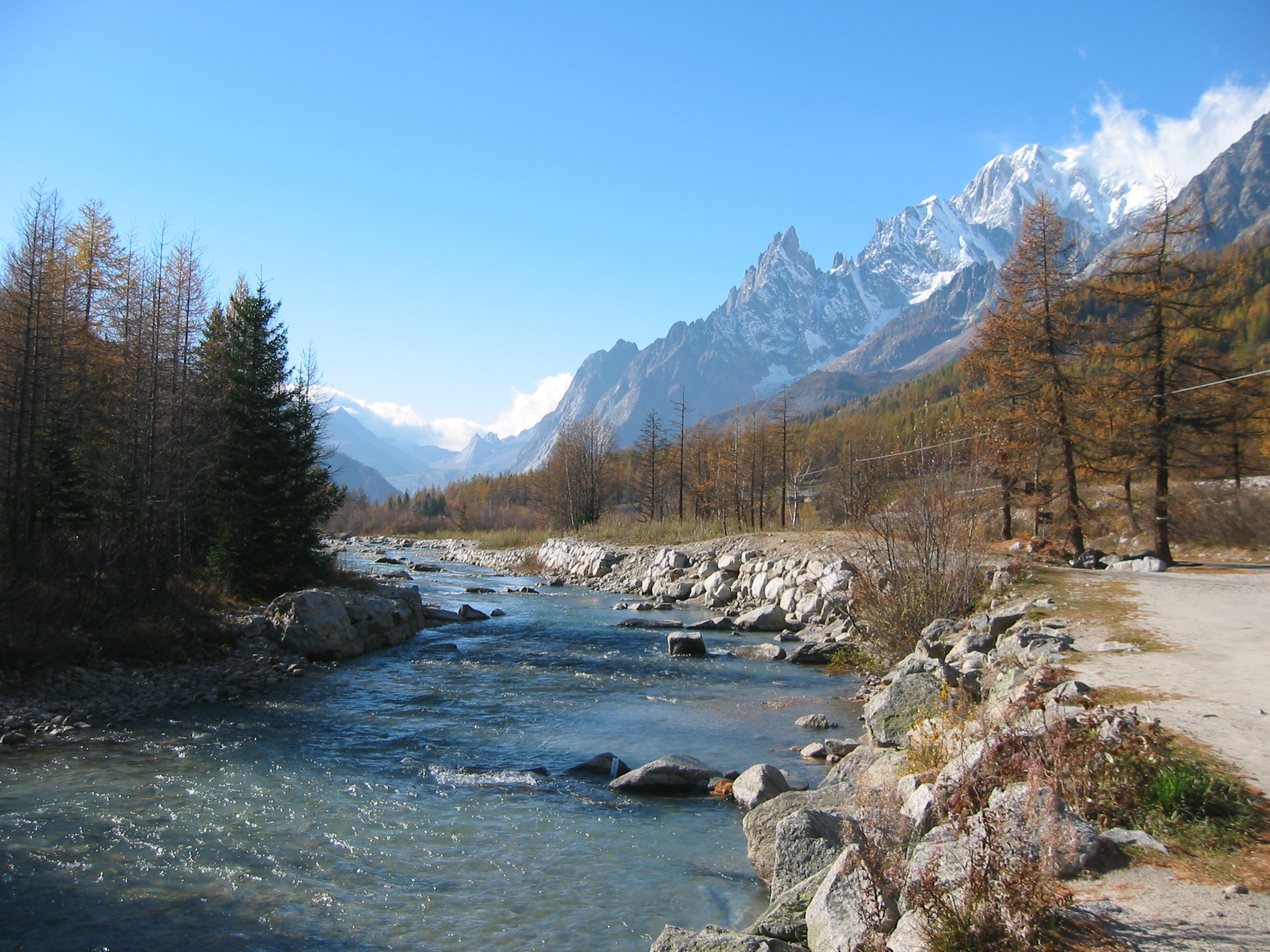
Blick aus dem Val Ferret auf die Ostseite des Mont Blanc mit dem im Val Veny liegenden Peutereygrat

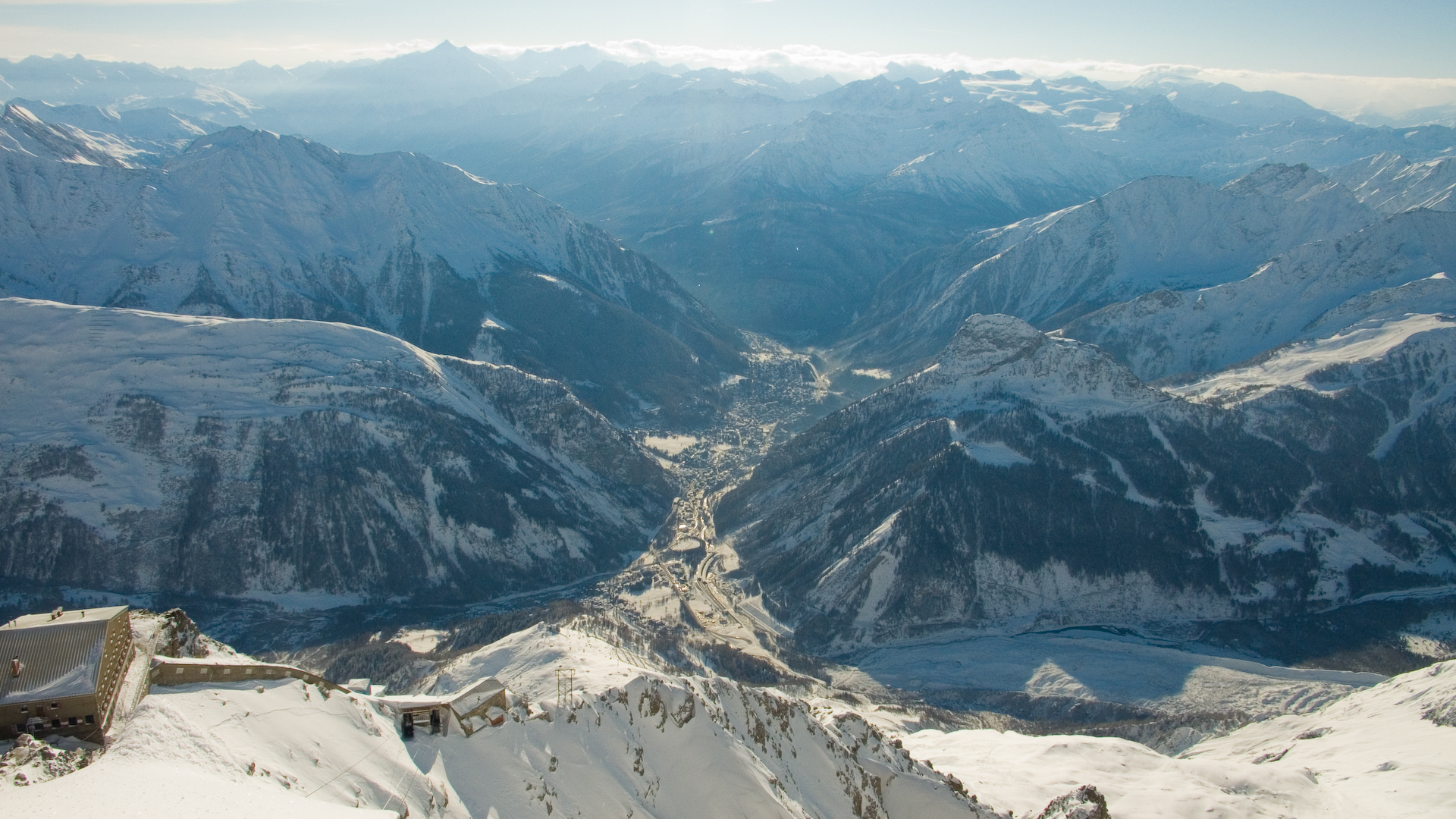
Courmayeur von Norden, nach links zieht das Val Ferret, nach rechts das Val Veny.

Das Val Veny (französisch; auch Val Vény) ist ein Alpental in der italienischen Region Aostatal. Es liegt südwestlich von Courmayeur.

## Geographie
Das Val Veny begrenzt die östliche Mont-Blanc-Gruppe nach Süden. Es wird vom italienisch-französischen Grenzkamm um bis zu 2500 Meter überragt. Nach Süden (orographisch rechts) erheben sich sanftere teils bewaldete Hänge. Seinen Ursprung nimmt das Val Veny unterhalb des Col de la Seigne (2512 m), über den die italienisch-französische Grenze verläuft. Es hat eine Länge von etwa elf Kilometern und endet bei Entrèves, zwei Kilometer nördlich von Courmayeur.
Das Trogtal wurde maßgeblich von den Gletschern Ghiacciaio del Miage und Ghiacciaio del Brenva geformt. Das Tal unterliegt auch jetzt noch starken Veränderungen.
Die Geographie des Tals ist grob dreigeteilt:
- Vom Talschluss beim Col de la Seigne bis zum Miagegletscher verläuft das Tal parallel zum Mont-Blanc Massiv.
- Die Ebene Plan Vény: der Talboden ist mit Flussschotter aufgefüllt und teilweise versumpft.
- Das Talende wird vom Mont Blanc dominiert und wurde vom Brenva-Gletscher geformt.

Im Val Veny fließt der Bach Dora di Veny, der im Wesentlichen am Ghiacciaio del Miage seinen Ursprung nimmt und von weiteren Gletschern in den Südhängen der Mont-Blanc-Gruppe gespeist wird. Bei Entrèves vereinigt sich die Dora di Veny mit der Dora di Ferret aus dem Val Ferret zur Dora Baltea.
In der nordöstlichen Verlängerung des Tals befindet sich zunächst das italienische Val Ferret sowie jenseits des Alpenhauptkamms ab dem Col du Ferret in der Schweiz das gleichnamige Val Ferret, das auch am Fuß des Montblanc-Massivs liegt.

## Alpinismus
Das Val Veny ist Ausgangspunkt des italienischen Normalwegs auf den Mont Blanc. Dieser Weg führt über den Miage-Gletscher zum Rifugio Francesco Gonella.

## Tourismus

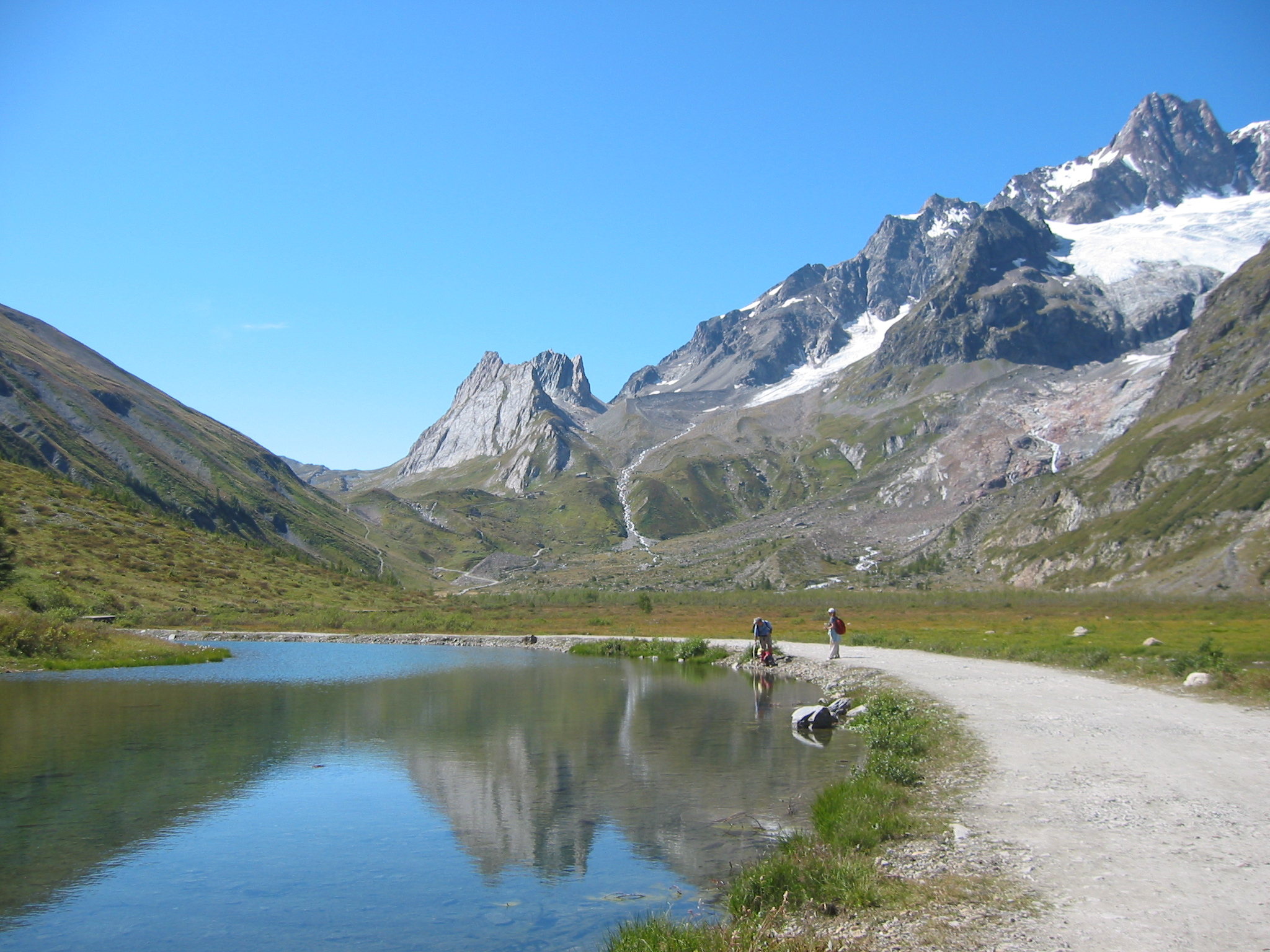
Panoramablick über den oberen Teil des Tals nahe der Schutzhütte Rifugio Elisabetta Soldini Montanaro.

Das Val Veny ist Ausgangspunkt der Zustiege zahlreicher Berghütten und Biwakschachteln:
- Rifugio Monte Bianco – 1.700 m
- Rifugio Maison Vieille – 1.956 m
- Rifugio Elisabetta Soldini Montanaro – 2.195 m
- Rifugio Franco Monzino – 2.590 m
- Rifugio Francesco Gonella – 3.071 m
- Rifugio Durier – 3.358 m
- Rifugio Quintino Sella – 3.363 m
- Bivacco Lorenzo Borelli – Carlo Pivano – 2.310 m
- Bivacco Adolfo Hess – 2.958 m
- Bivacco Gino Rainetto – 3.047 m
- Bivacco della Brenva – 3.060 m
- Bivacco Piero Craveri – 3.490 m
- Bivacco Corrado Alberico – Luigi Borgna – 3.680 m
- Bivacco Marco Crippa – 3.850 m
- Bivacco Giuseppe Lampugnani – 3.860 m

Weiterhin führt der häufig begangene Fernwanderweg Tour du Mont-Blanc durch das Tal.